# Chemoselettività

## Definizione
Secondo la definizione data dalla IUPAC, la chemioselettività è la proprietà di un reagente chimico, o in generale di una reazione chimica, di reagire preferenzialmente con un numero limitato di gruppi funzionali. Un reagente ha una alta chemioselettività se mostra una tendenza elevata a reagire con alcuni gruppi funzionali anche in presenza di gruppi funzionali differenti.Il termine chemiospecificità, usato per indicare una chemioselettività molto vicina al 100 %, è oggi considerato obsoleto dalla IUPAC che ne scoraggia l'uso.
La chemioselettività è una proprietà chimica difficile da predire a priori, dato che può essere predetta in modo preciso solo facendo avvenire le reazioni in ambiente controllati e riproducibili. 

## Esempio di chemioselettività in base al gruppo funzionale
Il boroidruro di sodio è un riducente molto chemioselettivo, essendo il riducente più indicato per trattare un reagente contenente il gruppo funzionale carbonilico, (aldeidi e chetoni) riducendolo al gruppo alcolico. Il sodio boroidruro riduce preferenzialmente il gruppo carbonilico anche in presenza nello stesso reagente di un gruppo funzionale in apparenza molto simile, quale il gruppo carbossilico. Per questa reazione il sodio boroidruro è più indicato del tetraidroalluminato di litio., poiché quest'ultimo ridurrebbe eccessivamente il gruppo carbonilico, dando come prodotto un alcano. 
Reazione
La chemioselettività del sodio boroidruro verso il gruppo carbonilico di chetoni e aldeidi è dovuta notevole elettrofilia dell'atomo di carbonio carbonilico. Infatti il sodio boroidruro è un riducente nucleofilo che tende a reagire con elettrofili. La minor elettrofilia del carbonio carbossilico attrae meno lo ione nucleofilo boroidruro. Per lo stesso motivo di non elevata elettrofilia, il sodio boroidruro ha molta difficoltà a ridurre il carbonio del gruppo ammidico o del gruppo estereo.

## Esempio di chemioselettività in base al pKa
La chemioselettività può essere gestita secondo la costante di acidità di un composto. Prendendo ad esempio un reagente in cui sono presenti un gruppo alcolico, avente pKa di circa 16, e un gruppo alchini, avente pKa di circa 25, aggiungendo un equivalente di sodio etossilato, si avrà la perdita del solo idrogeno alcolico. Ciò è dovuto alla maggior facilità di strappare l'idrogeno al gruppo alcolico rispetto al gruppo alchino data la sua maggior acidità.
Reazione